# Bartolomé García de Nodal
Bartolomé García de Nodal (* 1574 in Pontevedra; † 1622) war ein spanischer Entdecker.
Gemeinsam mit seinem Bruder Gonzalo García de Nodal (* 1569; † 1622) war er in spanischen Diensten.
Die Reise führte sie mit dem Schiff Vijia und weiteren, weit südlich von Kap Hoorn. Am 12. Februar 1619 entdeckten sie die Diego-Ramírez-Inseln. Sie nannten die Inseln nach ihrem Geographen Diego Ramírez de Arellano.
Bartolomé starb am 5. September 1622 bei einem Schiffsunglück ungefähr 30 Meilen (140 km) von Havanna entfernt. Die Galeone Nuestra Señora de Atocha geriet in einen Hurrikan. Etwa 265 Besatzungsmitglieder verloren dabei ihr Leben. 
| Personendaten    | Personendaten              |
| ---------------- | -------------------------- |
| NAME             | García de Nodal, Bartolomé |
| ALTERNATIVNAMEN  | Nodal, Bartolomé García de |
| KURZBESCHREIBUNG | spanischer Entdecker       |
| GEBURTSDATUM     | 1574                       |
| GEBURTSORT       | Pontevedra                 |
| STERBEDATUM      | 1622                       |